# The Last Song (1980)
The Last Song é um telefilme de suspense e drama estadunidense de 1980 sobre uma mulher que, como resultado de um encobrimento envolvendo lixo tóxico, está sendo perseguida por assassinos. Foi dirigido por Alan J. Levi e estrelado por Lynda Carter, Ronny Cox e Nicholas Pryor. Estreou em 1980.

## Acontecimento

### História
Carter faz o papel de Brooke Newman, uma jovem mãe e cantora. Ela tem algo que é a chave para expor um encobrimento. Alguém assassina o marido dela. Ele era um técnico de som que ao gravar algumas amostras de som do lado de fora gravou uma conversa relacionada a um encobrimento envolvendo produtos químicos tóxicos. Ela então se torna um alvo.

## Trilha sonora
Um single “The Last Song”, de Lynda Carter, foi lançado em 1980. Foi escrito por Ron Miller e Kenny Hirsch.

## Especificações
- O filme foi o filme de duas horas de 2 horas da CBS mais bem avaliado do ano.[7]
- Versão VHS 1980.[8]